# Семёновка (Чишминский район)
Семёновка (баш. Семёновка) — деревня в Чишминском районе Республики Башкортостан Российской Федерации. Входит в состав Енгалышевского сельсовета.

## География

### Географическое положение
Расстояние до:
- районного центра (Чишмы): 44 км,
- центра сельсовета (Енгалышево): 7 км,
- ближайшей ж/д станции (Юматово): 22 км.

## Население
| 2002 | 2009 | 2010 |
| ---- | ---- | ---- |
| 70   | →70  | ↘44  |